# Бузмен, Джон
Джон Николс Бузмен (англ. John Nichols Boozman; род. 10 декабря 1950, Шривпорт, Луизиана) — американский политик-республиканец. Сенатор США от Арканзаса (с 2011).

## Биография
Средний из троих детей мастер-сержанта ВВС Фэя Бузмена и Мэри Бузмен. С 1969 по 1972 год учился в университете Арканзаса, но не завершил курс (играл в американский футбол за команду Razorback). В 1977 году кончил Южный оптометрический колледж в Мемфисе, и в том же году вместе с братом Фэем основал клинику в Роджерсе (позднее она стала называться BoozmanHof Regional Eye Clinic). В этом же городе Джон Бузмен входил в совет попечителей средней школы; в течение двадцати лет его семья занималась разведением коров герефордской породы.
В 2001 году победил на дополнительных выборах в Палату представителей США, а в 2010 году одолел Бланш Линкольн на выборах в Сенат США (в 1998 году она стала сенатором, убедительно переиграв брата Бузмена — Фэя). В 2016 году переизбран в Сенат.